# Bão Vayu (2019)
Bão Vayu năm 2019, là 1 cơn bão xoáy cực kì dữ dội theo thang bão Ấn Độ; cơn bão thứ 3 trong Mùa bão Bắc Ấn Độ Dương 2019, cũng là cơn bão mạnh thứ 2 trong ba cơn bão đầu mùa (Pabuk - Fani - Vayu). Hình thành vào ngày 10 tháng 6 năm 2019, cho đến khi tan vào ngày 19 tháng 6 năm 2019, tồn tại được 9 ngày.
Tên Vayu được cung cấp bởi Ấn Độ, và bắt nguồn từ một từ tiếng Phạn và tiếng Hindi có nghĩa là ''gió''.

## Lịch sử khí tượng

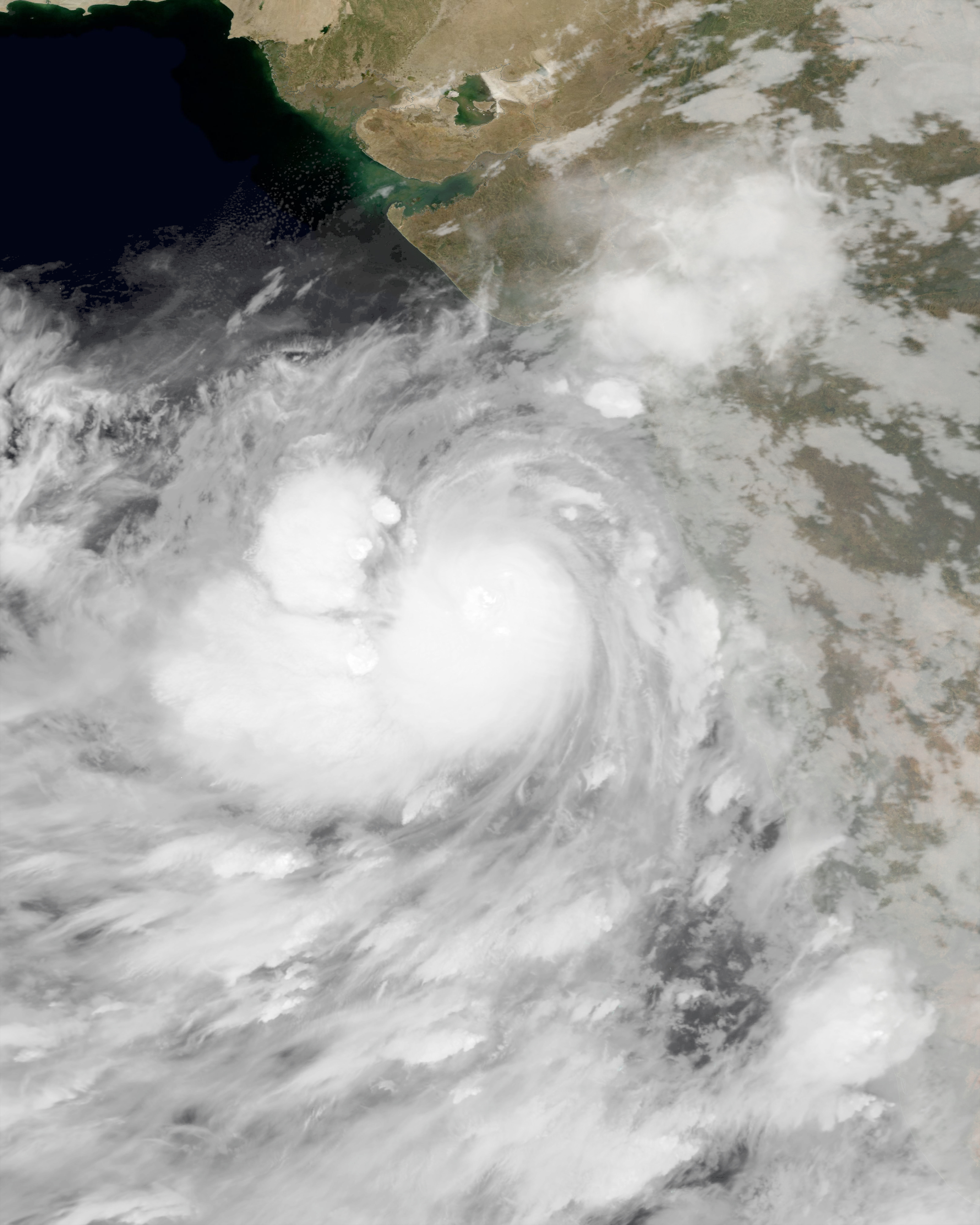
Bão Vayu lúc mới mạnh lên từ áp thấp nhiệt đới.

Đầu tháng 6, một xung mạnh của dao động Madden-Julian (MJO) đã theo dõi về phía đông vào Ấn Độ Dương nhiệt đới, dẫn đến tăng mây và mưa trên toàn khu vực. Vào ngày 9 tháng 6, Cục Khí tượng Ấn Độ (IMD) đã ghi nhận sự phát triển của một áp thấp nhiệt đới trên vùng biển phía đông nam Ả Rập, ở phía bắc của Maldives. Sáng sớm ngày 10 tháng 6, một vùng trũng hình thành ở biển Ả Rập, ngay phía tây bắc Maldives và IMD đã đánh số hiệu là ARB 01. Khi hệ thống di chuyển về phía bắc, nó dần dần mạnh lên, trở thành một áp thấp sâu, trước khi gia tăng mạnh hơn vào cuối ngày hôm đó. Sau khi được IMD nâng cấp thành cơn bão mạnh vào ngày 11 tháng 6 và đồng thời bởi JTWC thành cơn bão cấp 1 trên thang gió bão Saffir-Simpson (SSHWS), hệ thống bắt đầu một giai đoạn tăng cường nhanh chóng. Vayu đã mạnh lên thành một cơn bão lốc xoáy rất nghiêm trọng ngay sau đó và trở thành một cơn bão lốc xoáy rất nghiêm trọng tương đương loại 2 vào ngày 12 tháng Sáu. phía tây, khi nó tiếp cận đường bờ biển của bang Gujarat ở tây bắc Ấn Độ. Cuối ngày hôm đó, lúc 12:00 UTC, Vayu đạt cường độ cực đại như một cơn bão nhiệt đới tương đương cấp 3, với sức gió duy trì trong một phút là 185 km/giờ (115 dặm/giờ). Vào ngày 14 tháng 6, Vayu bắt đầu suy yếu, vì nó theo dõi từ từ về phía tây, cách xa bờ biển Gujarat do sức gió mạnh. Vào ngày 16 tháng 6, một máng giữa vĩ độ tiếp cận đã làm suy yếu các khu vực có áp suất cao tập trung ở phía tây và đông bắc, nơi đã tái sinh mạnh Vayu về phía đông bắc. Khi suy yếu hơn nữa do bão lốc, dòng chảy phía nam ở mức thấp mạnh đã khiến hệ thống tăng tốc theo hướng đông bắc thông qua sự phá vỡ trong sườn núi áp suất cao, quay trở lại bờ biển Gujarat. Vào lúc 03:00 UTC ngày 17 tháng 6, Vayu suy yếu thành trầm cảm sâu sắc, trước khi suy yếu thành vùng thấp sáu giờ sau đó. Ngay sau đó, Vayu suy yếu thành một vùng thấp rõ rệt, ngay ngoài khơi Gujarat. Rất sớm vào ngày 18 tháng 6, tàn dư của Vayu đã băng qua bờ biển Gujarat và di chuyển vào đất liền trong một ngày khác, trước khi tan biến vào ngày 19 tháng 6.